# No Ruinous Feud
No Ruinous Feud è un album della The Incredible String Band, pubblicato dalla Island Records (ma anche dalla Reprise Records) nel febbraio del 1973.

## Tracce
Lato A
1. Explorer – 3:29 (Mike Heron)
2. Down Before Cathay – 4:17 (Malcolm Le Maistre)
3. Saturday Maybe – 2:43 (Robin Williams)
4. Jigs – 2:49 (Brani tradizionali, arrangiamenti di Robin Williamson) – Selezione di brani tradizionali
5. Old Buccaneer – 3:23 (Robin Williamson)
6. At the Lighthouse Dance – 3:29 (Malcolm Le Maistre)

Lato B
1. Second Fiddle – 2:42 (Duke Reid)
2. Circus Girl – 2:30 (Robin Williamson)
3. Turquoise Blue – 3:57 (Mike Heron)
4. My Blue Tears – 1:59 (Dolly Parton)
5. Weather the Storm – 3:02 (Robin Williamson)
6. Little Girl – 4:22 (Mike Heron)

## Musicisti
Explorer
- Mike Heron - chitarra, voce
- Robin Williamson - oboe
- Susie Watson-Taylor - flauto
- Gerald Dott - clarinetto
- Stan Lee - basso
- B.J. Wilson - batteria

Down Before Cathay
- Malcolm Le Maistre - voce
- Mike Heron - chitarra, accompagnamento vocale
- Robin Williamson - chitarra, accompagnamento vocale
- Stan Schnier - basso
- Alan Eden - batteria

Saturday Maybe
- Mike Heron - arrangiamenti (strumenti a corda)
- Robin Williamson - chitarra, voce
- Alan Eden - batteria

Jigs
- Robin Williamson - arrangiamenti, fiddle
- Jack Ingram - chitarra
- Stan Schnier - basso
- John Gilston - batteria

Old Buccaneer
- Gerald Dott - arrangiamenti
- Robin Williamson - voce
- Mike Heron - organo
- Malcolm Le Maistre - accompagnamento vocale
- Stan Schnier - accompagnamento vocale
- Jack Ingram - accompagnamento vocale
- Gerald Dott - sassofono soprano
- Stan Schnier - basso
- Alan Eden - batteria

At the Lighthouse Dance
- Malcolm Le Maistre - voce
- Mike Heron - chitarra
- Gerald Dott - organo
- Stan Schnier - basso
- Jack Ingram - batteria

Second Fiddle
- Gerald Dott - clarinetto, violino
- Robin Williamson - fischietto (whistle)
- Greyhound - rhythm stack

Circus Girl
- Robin Williamson - arrangiamenti, voce
- Gerald Dott - arrangiamenti, pianoforte

Turquoise Blue
- Mike Heron - chitarra, voce
- Stan Lee - basso
- Janet Williamson - flauto
- Robin Williamson - flauto
- Gerald Dott - clarinetto

My Blue Tears
- Robin Williamson - chitarra a sei corde, viola
- Mike Heron - chitarra a dodici corde, voce
- Malcolm Le Maistre - voce
- Gerald Dott - clarinetto basso
- Jack Ingram - percussioni

Weather the Storm
- Robin Williamson - voce, chitarra
- Mike Heron - basso
- Gerald Dott - arrangiamenti, organo
- Malcolm Le Maistre - accompagnamento vocale
- Alan Eden - batteria

Little Girl
- Mike Heron - chitarra, voce
- Mike Heron - basso
- Gerald Dott - vibrafono[2]